# EBEC
European BEST Engineering Competition (EBEC) jest organizowanym przez Organizację Studentów Board of European Students of Technology (BEST) konkursem inżynierskim. EBEC odbywa się corocznie w 32 krajach. Misją konkursu jest rozwój studentów uczelni technicznych. Dostają oni szansę na rozwiązanie problemu wraz z czteroosobową drużyną w dwóch kategoriach zadaniowych, praktycznej – Team Design i analitycznej – Case Study.
Spotkanie się kilku środowisk: studentów, kadry akademickiej oraz przedsiębiorstw ma na celu rozwój umiejętności twardych i miękkich (np. pracy w grupach), które wykorzystuje się w rozwiązywaniu problemów życia codziennego.
Ponieważ EBEC opiera się na edukacji jest jednym z głównych projektów BEST-u. Podczas trwania konkursu studenci mają szansę wykorzystać wiedzę zdobytą na Politechnikach do przełamania własnych słabości, poszerzenia horyzontów oraz rozwijania kreatywności i zdolności komunikacji. EBEC wspiera zaawansowaną edukację techniczną, jak również współpracę w wielokulturowym środowisku.
W 2020 roku finał konkursu odbędzie się w Warszawie. Weźmie w nim udział 120 studentów z całej Europy.

## Historia
Pomysł organizowania EBEC-a został zainspirowany kanadyjskim konkursem inżynierskim (Canadian Engineering Competitions (CEC)) organizowanym przez Canadian Federation of Engineering Students (CFES). W 2002 roku członkowie organizacji BEST odwiedzili CEC i jeszcze w tym samym roku przegłosowali na Walnym Zgromadzeniu pomysł zorganizowania podobnego konkursu.
Pierwsza edycja EBEC-a odbyła się w 2003 roku w Eindhoven, zaś pierwszy finał ogólnoeuropejski w 2006 roku w Portugalii.

## Struktura

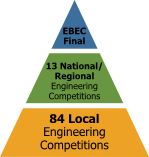
Piramida EBEC-a

Każdego roku odbywają się 3 etapy turnieju – 84 Rundy Lokalne, 15 Rund Krajowych oraz 1 Finał Ogólnoeuropejski. EBEC jest jednym z większych konkursów inżynierskich organizowanych przez studentów, każdego roku bierze w nim udział około 7000 uczestników.

### Rundy lokalne
Rundy lokalne odbywają się na Politechnikach przy których działają lokalne grupy organizacji BEST. Wygrana drużyna przechodzi do kolejnego etapu.

### Finał Europejski
Finał Europejski European BEST Engineering Competition jest jednym z bardziej rozpoznawalnych Wydarzeń organizowanych przez tylko jedną z 93 grup lokalnych BEST-u (co roku inną). Współpraca i integracja studentów z najlepszych uczelni Europejskich trwa przez 10 dni. Właśnie wtedy mają oni szansę rozwiązywać różnorodne zadania przy okazji poznając inne kultury.

## Kategorie

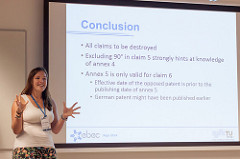
Kategoria Case Study

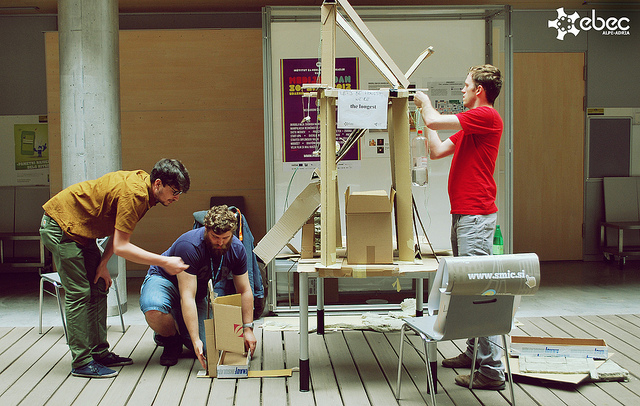
Kategoria Team Design

Na samym początku podczas EBEC-a studenci rywalizowali w wielu kategoriach, jednak po czasie utrwaliły się dwie: Case Study oraz Team Design.

### Case Study
Case Study (CS) jest zadaniem teoretycznym, polegającym na rozwiązaniu zadanego przez organizatorów problemu. Wymaga ono analitycznego myślenia – między innymi należy dokładnie rozpatrzeć sytuację społeczną, ekonomiczną, jak i wiele innych okoliczności.

### Team Design
Team Design (TD) jest zadaniem praktycznym, które wymaga skonstruowania urządzenia lub maszyny, wykonującej ściśle określoną czynność. Na wykonanie uczestnicy mają ograniczony czas oraz ilość narzędzi.

## Podsumowanie dotychczasowych konkursów
Do dziś zostało zorganizowanych siedem edycji Konkursu:
| EBEC 2009 | Gandawa, Belgia – 01.08-12.08      |
| EBEC 2010 | Kluż-Napoca, Rumunia – 01.08-11.08 |
| EBEC 2011 | Stambuł, Turcja – 01.08-11.08      |
| EBEC 2012 | Zagrzeb, Chorwacja – 01.08-08.08   |
| EBEC 2013 | Warszawa, Polska – 01.08-09.08     |
| EBEC 2014 | Ryga, Łotwa – 01.08-09.08          |
| EBEC 2015 | Porto, Portugalia – 02.08-11.08    |
| EBEC 2016 | Belgrad, Serbia – 06.08-10.08      |
| EBEC 2017 | Brno, Czechy 31.07-8.08            |
| EBEC 2019 | Turyn, Włochy 24.07-31.07          |
| EBEC 2020 | Warszawa, Polska 22.07-30.07       |

### EBEC 2009
Finał EBEC-a został po raz pierwszy zorganizowany przez grupę lokalną BEST Gandawa w sierpniu 2009 roku. Wzięło w nim udział 80 studentów, którzy okazali się lepsi od ponad 2300 uczestników z 51 uniwersytetów technicznych z 18 krajów. Wydarzenie było wspierane przez UNEP, który zapewnił zadanie w kategorii Team Design oparte na realnym problemie, podczas gdy EBEC był partnerem Europejskiego Roku Kreatywności i Innowacji.

### EBEC 2010
EBEC kontynuował swój rozwój, angażując w trakcie drugiej edycji 71 uczelni technicznych. Spośród ponad 5000 uczestników z 31 krajów wyłoniono 104 finalistów, którzy sprawdzili własne możliwości podczas Finału Europejskiego w Klużu-Napoce.

### EBEC 2011
W 3. edycji Konkursu kolejnych osiem uczelni dołączyło do rywalizacji i podobnie jak w poprzednim roku 104 studentów wzięło udział w Finale Europejskim, tym razem w Stambule. W organizację i rozwój wydarzenia zaangażowanych było ponad 200 członków BEST-u.

### EBEC 2012
Finał 2012 odbył się w Zagrzebiu, otrzymując Patronat Honorowy Prezydenta Chorwacji. Składał się on z czterech dni konkursowych, oficjalnych Dni Otwarcia i Zamknięcia oraz dnia wolnego, przeznaczonego dla finalistów w celu poznania uroków stolicy Chorwacji.

### EBEC 2013
Grupa lokalna BEST Warszawa zorganizowała Finał Europejski 5. edycji Konkursu, w który zaangażowały się 83 uniwersytety techniczne z całej Europy. Odbyło się 13 Finałów Regionalnych, a łącznie do rywalizacji przystąpiło 6500 studentów. EBEC uzyskał wsparcie Politechniki Warszawskiej, Ministerstwa Nauki i Szkolnictwa Wyższego oraz Centrum Nauki Kopernik.

### EBEC 2014
87 Finałów Lokalnych, ponad 6000 uczestników, 116 finalistów i ponad 500 członków BEST-u dało swój wkład przygotowania i udany przebieg Finału Europejskiego EBEC-a w Rydze.

### EBEC 2015
W 2015 roku organizację Finału przyznano grupie lokalnej BEST w Porto, gdzie zaprezentowało się rekordowo aż 120 finalistów, wyznaczając wysokie standardy na nadchodzące edycje.
EBEC 2016
W tej edycji odbyło się 85 Finałów lokalnych, 15 Finałów Regionalnych, a ponad 6400 uczestników z czego 113 finalistów brało udział w Finale Europejskim w Belgradzie.
EBEC 2017
Finał odbył się w Brnie, brało w nim udział 114 zawodników wyłonionych z ponad 6400, co potwierdziło kolejny raz wysoki poziom konkursu
EBEC 2019
Europejski Finał w Turynie to zwieńczenie pracy ponad 6100 uczestników biorących udział w 83 Finałach Lokalnych. W kategorii Team Design pierwsze miejsce zdobyła drużyna z Politechniki Śląskiej.

## Znaczenie
EBEC jest projektem, który dociera do tysięcy studentów, uczelni i firm w całej Europie. Jednak to, co czyni EBEC-a unikatowym to nie tylko liczby, lecz głównie renomowany “EBEC spirit”, czyli atmosfera otaczająca rywalizację przebiegającą w duchu współpracy oraz kreatywności, wiedzy i dążenia do sukcesu zawodników. Właśnie to inspiruje studentów do uczestnictwa i pracy nad najlepszymi rozwiązaniami. Zachęca też profesorów i ekspertów do dzielenia się swoją wiedzą i kompetencjami dla zapewnienia transparentności konkursu. Powoduje, że firmy chcą wspierać EBEC-a i dbać o to, by studenci mierzyli się z bieżącymi problemami technologicznymi. EBEC mobilizuje członków BEST-u do ciągłej pracy nad rozwojem tego projektu i łączeniu ludzi we wspólnym celu – „Zaplanuj przyszłość. Dziś.”

### Nagrody i wyróżnienia
Finał EBEC-a 2015 w Porto został zakwalifikowany jako najlepszy portugalski projekt do kolejnej rundy Europejskiej Nagrody dla Młodzieży im. Karola Wielkiego.

### Patronaty
BEST zawsze stara się o wsparcie instytucji, które dostrzegają ich wysiłki i podzielają wizję, aby mieć wpływ na europejskich studentów. Jak dotąd, EBEC jest wspierany przez wiele instytucji, takich jak UNESCO, Młodzi w Akcji, Europejskie Stowarzyszenie Edukacji Inżynierskiej, Instytut Inżynierów Elektryków i Elektroników.
Uczelniami, które w ostatnich latach wspierały EBEC-a są m.in. Uniwersytet Arystotelesa w Salonikach, Politechnika Czeska w Pradze, Uniwersytet Technologiczny w Graz, Politechnika Narodowa w Atenach, Politechnika Śląska w Gliwicach, Uniwersytet w Porto, Uniwersytet Techniczny Yildiz.

### Akredytacja
EBEC staje się zauważalny i respektowany na europejskich uczelniach jako projekt o wysokim standardzie, który ma istotny wpływ w rozwój naukowy studentów. Uniwersytet w Porto był pierwszą uczelnią, która przyznała uczestnikom Konkursu punkty ECTS.